# Penoza
Penoza is een Nederlandse misdaadserie die van 12 september 2010 tot en met 29 oktober 2017 werd uitgezonden door de KRO-NCRV op NPO 3. De leidende rol in de serie was weggelegd voor Carmen van Walraven, gespeeld door actrice Monic Hendrickx.

## Productie
Na het eerste seizoen, van acht afleveringen, werd vanaf eind 2012 een tweede seizoen uitgezonden. Een derde seizoen werd vanaf 29 september 2013 uitgezonden. Het eerste en tweede seizoen werden op de zondagavond om 20.25 uur uitgezonden. De titel Penoza werd bedacht door Johan Nijenhuis. Deze zogenaamd vrouwelijke vorm van het woord penoze is een verwijzing naar de hoofdrol, een vrouw die zich opwerkt in een door mannen gedomineerde onderwereld.
Vanwege lovende reacties en de acceptabele kijkcijfers bestelde de KRO een tweede seizoen bij producent NL Film. Op 24 oktober 2011 begonnen de opnames van Penoza II. Een speciale rol was weggelegd voor theaterveteraan Willem Nijholt, die crimineel Henk Ooms vertolkte. Het tiendelige tweede seizoen werd uitgezonden tussen 25 november 2012 en 20 januari 2013. Het derde seizoen van Penoza liep van 25 september 2013 en had zijn finale op 1 december 2013. Het vierde seizoen startte op 13 september 2015. In 2014 was Penoza genomineerd voor De Gouden Televizier Ring maar uiteindelijk ging de medegenomineerde Flikken Maastricht er met de prijs vandoor.
In februari 2016 tekende KRO-NCRV voor het vijfde en tevens laatste seizoen. De tien afleveringen van dit vijfde seizoen werden uitgezonden tussen 27 augustus en 29 oktober 2017.

## Verhaal

### Seizoen I (2010)
Hoofdrolspeelster Carmen van Walraven (Monic Hendrickx) ontdekt dat haar man Frans (Thomas Acda) een veel belangrijker rol in de onderwereld speelt dan ze dacht. Ze dwingt hem dan ook ermee te stoppen. Net wanneer alles weer goed lijkt te gaan, wordt haar man voor de ogen van hun jongste zoon Boris (Stijn Taverne) geliquideerd. Carmen krijgt last van schuldeisers en bedreigingen. Ook justitie zit achter haar aan omdat die wil dat zij gaat getuigen tegen de compagnons van haar man.
Carmen wil niet als beschermd getuige door het leven gaan en kiest voor een moeilijk alternatief: ze werkt zich naar de top van de georganiseerde misdaad, waar niemand nog aan haar of haar gezin durft te komen. In het vervolg daarop weet ze al snel niet meer wie ze moet vertrouwen, en worden de grenzen tussen goed en kwaad steeds onduidelijker.

### Seizoen II (2012 - 2013)
Nadat Carmen aan het eind van de eerste serie met haar kinderen op de vlucht is geslagen, gaat iedereen ervan uit dat ze ergens ver weg een nieuw leven probeert op te bouwen. Een leven in Australië, ver weg van haar familie en vrienden, is niet het soort toekomst dat ze voor haar kinderen gedroomd had. Daarom keert ze met haar kinderen terug naar Nederland. Ze is dus dichter in de buurt dan menigeen veronderstelt.

### Seizoen III (2013)
In de onderwereld heeft Carmen sinds het einde van vorig seizoen de teugels strak in handen. Samen met Reina (Eva van de Wijdeven) en Berry (Loek Peters) leidt ze de drugslijnen en handel met Rosales (Gabriël Aguilera) soepel. Ze heeft haar opvolger gevonden en hoopt hierdoor veilig met pensioen te kunnen gaan. Ook als moeder heeft ze de gezinssituatie in rustig water kunnen leiden. Dit tot het gevaar van alle kanten oprukt. Hierdoor is haar leven en dat van haar dierbaren niet meer veilig.

### Seizoen IV (2015)
Carmen ontwaakt uit haar coma nadat ze is neergeschoten door Berry. In haar afwezigheid is haar zoon Boris (Stijn Taverne) opgevangen door de crimineel genaamd 'de coach' (Jacob Derwig). Carmen krijgt de opdracht om voor het OM te infiltreren of aan haar lot te worden overgelaten. Carmen moet keuzes maken, maar ze weet niet wat ze moet kiezen en of ze überhaupt iets te kiezen heeft. Haar nieuwe man en stiefzoon worden om het leven gebracht en de dader vinden blijkt moeilijker dan gedacht.

### Seizoen V (2017)
In het vijfde en tevens laatste seizoen gaat het Carmen voor de wind. Haar kinderen zijn gelukkig en de drugshandel loopt goed. Carmen denkt aan stoppen, maar wil eerst nog een laatste grote slag slaan voordat ze de drugswereld definitief vaarwel zegt. Maar dat gaat niet zo makkelijk als gedacht, aangezien de nieuwe lichting drugscriminelen harder en onvoorspelbaarder is dan ooit.

### Film (2019)
Als epiloog van de serie werd een film gemaakt getiteld Penoza: The Final Chapter, die eind 2019 in de bioscoop verscheen. Nadat ze twee jaar ondergedoken zat in het buitenland, zonder medeweten van haar kinderen, wordt Carmen weer naar Nederland gehaald waar de familie te maken krijgt met het Mexicaanse kartel dat wraak zoekt.

## Acteurs en personages
De titelrol is voor Carmen van Walraven (Monic Hendrickx) die gelukkig getrouwd is met Frans van Walraven (Thomas Acda) en samen met hem drie kinderen heeft, de oudste zoon Lucien van Walraven (Niels Gomperts), dochter Nathalie van Walraven (Sigrid ten Napel) en jongste zoon Boris van Walraven (Stijn Taverne). Frans runt samen met zijn twee beste vrienden Irwan de Rue (Fedja van Huêt) en Steven Breusink (Marcel Hensema) "De Winkel", gespecialiseerd in het verkopen en verhandelen van hasj. "De Winkel" staat onder toezicht van André de Rue (Tom Jansen). André en Fiep Homoet (Olga Zuiderhoek) zijn de ouders van Carmen, Irwan en Marleen Kruimel (Maartje Remmers). De laatste wil niks van alles weten en doet of haar neus bloedt. Haar man Johan Kruimel (Johnny de Mol) is wat achterdochtiger. André doet zijn zaakjes niet alleen en heeft altijd hulp van bewaker Nicolaas Luther (Raymond Thiry) en accountant Simon Zwart (Marcel Musters).
Carmen krijgt veel steun van haar twee beste vriendinnen Sandrina Breusink (Medina Schuurman) en Hanneke de Rue (Peggy Jane de Schepper), de vrouwen van Frans' compagnons. Na Frans' dood ontmoet Carmen de nieuwe liefde van haar leven, John de Weerdt (Eric Corton). Samen met Johns zoon Koen de Weerdt (Joost Koning) en haar eigen kinderen probeert ze haar leven weer op te bouwen. Daarbij krijgen ze ook hulp van schoondochter Reina Pasalic (Eva van de Wijdeven), die eigenlijk ook een relatie heeft met Raul 'Speedy' Willems (Mads Wittermans), een vastzittende crimineel. Ook heeft Carmen veel hulp van revalidatiearts Maik Kneefel (Barry Atsma) om haar leven weer op te pakken.
Tijdens hun werkzaamheden maken Carmen en de familie De Rue ook vijanden: Christiaan Schiller (Filip Peeters), Henk Ooms (Willem Nijholt), Jack van Zon (Peter Blok) en Sjaak 'de Coach' Westermaat (Jacob Derwig) zijn hun grootste vijanden, waar ook Berry Reitens (Loek Peters) vaak bij betrokken is.
Ondertussen probeert rechercheur Jim Leeflang (Hajo Bruins) met behulp van OvJ Justine de Heer (Jacqueline Blom) en undercoveragent Lucas 'Storm' Albema (Gijs Naber) Carmen en haar handlangers op te pakken voor hun daden. Storm valt echter voor Carmens dochter Nathalie en besluit voor haar te kiezen.

## Merchandise

### Dvd's
- Het eerste seizoen verscheen op 16 november 2010 op dvd,[7] het tweede op 19 februari 2013, het derde op 11 december 2013 en het vierde op 15 december 2015.
- De dvd-box met het eerste en tweede seizoen verscheen in november 2012, gelijktijdig met de televisiepremière van seizoen 3.
- De dvd-box met het eerste, tweede en derde seizoen verscheen op 28 maart 2014.
- De dvd-box met het vierde seizoen verscheen in december 2015.

### Boek
Eind 2010 verscheen er een boek van de hand van Pieter Bart Korthuis, een van de scenarioschrijvers van de serie. Deze misdaadthriller, die eveneens de titel Penoza draagt, is gebaseerd op de televisieserie en heeft 310 pagina's. Op het omslag prijkt een foto van Monic Hendrickx in haar rol als Carmen.

## Ontvangst

### Kijkcijfers
| Seizoen | Periode                              | Tijdstip     | Afl. | Kijkers |
| ------- | ------------------------------------ | ------------ | ---- | ------- |
| I       | 12 september 2010 – 31 oktober 2010  | Zondag 20.30 | 8    | 621.000 |
| II      | 25 november 2012 – 20 januari 2013   | Zondag 20.30 | 10   | 840.000 |
| III     | 29 september 2013 – 1 december 2013  | Zondag 20.30 | 10   | 948.000 |
| IV      | 13 september 2015 – 15 november 2015 | Zondag 20.30 | 10   | 980.000 |
| V       | 27 augustus 2017 – 29 oktober 2017   | Zondag 20.30 | 10   | 855.000 |

### Prijzen en nominaties
| Jaar | Seizoen      | Nominatie                 | Categorie                                                      | Persoon         | Resultaat   |
| ---- | ------------ | ------------------------- | -------------------------------------------------------------- | --------------- | ----------- |
| 2010 | Seizoen 1    | Beeld en Geluid Award     | Beste actrice                                                  | Monic Hendrickx | Winnaar     |
| 2010 | Seizoen 1    | Beeld en Geluid Award     | Fictie                                                         |                 | Genomineerd |
| 2011 | Seizoen 1    | Lira Scenarioprijs        | Beste Nederlandse televisiedrama                               |                 | Genomineerd |
| 2011 | Seizoen 1    | Zilveren Krulstaart       | Beste scenario tv-serie                                        |                 | Genomineerd |
| 2013 | Gehele serie | Crimezone Awards of Honor | Beste Nederlandstalige misdaadserie uit de periode 2002 - 2012 |                 | Winnaar     |
| 2013 | Seizoen 2    | Zilveren Krulstaart       | Beste scenario tv-serie                                        |                 | Winnaar     |
| 2013 | Seizoen 2    | Gouden Kalf               | Beste actrice in televisiedrama                                | Monic Hendrickx | Winnaar     |
| 2013 | Seizoen 3    | Televizier voorverkiezing | Beste dramaserie                                               |                 | Winnaar     |
| 2014 | Seizoen 3    | De tv-beelden             | Beste dramaserie                                               |                 | Genomineerd |
| 2014 | Seizoen 3    | De tv-beelden             | Beste bijrol (m/v)                                             | Olga Zuiderhoek | Winnaar     |
| 2014 | Seizoen 3    | Gouden Televizier-Ring    | Beste tv-programma                                             |                 | Genomineerd |
| 2015 | Seizoen 4    | De tv-beelden             | Beste bijrol                                                   | Jacob Derwig    | Winnaar     |
| 2016 | Seizoen 4    | Gouden Televizier-Ring    | Beste tv-programma                                             |                 | Genomineerd |
| 2016 | Seizoen 4    | Gouden Televizier-Ring    | Beste tv-actrice                                               | Monic Hendrickx | Genomineerd |

### Buitenland
Penoza is verkocht aan verschillende landen. De omroep VRT zendt de serie sinds 26 januari 2012 uit op de Vlaamse televisie. Seizoen 1 van Penoza was in België op de zender één te zien. Er wordt in de serie geregeld plat Amsterdams gesproken en daar bleken Vlaamse kijkers het moeilijker mee te hebben dan gedacht. Na klachten van kijkers heeft de VRT de serie vanaf aflevering 2 van ondertitels voorzien. In enkele andere landen is een nationale remake uitgezonden of wordt daaraan gewerkt. In Polen werd door Canal+ in 2012 een Poolse versie uitgezonden, onder de titel Krew z krwi ("Bloed uit bloed"). In de Verenigde Staten werd de serie voor ABC bewerkt door scenariste Melissa Rosenberg. De acht afleveringen werden tussen maart en mei 2013 onder de naam Red Widow ("Rode weduwe") uitgezonden. De serie werd al na één seizoen geannuleerd. In Zweden werd de serie voor Kanal 5 bewerkt door Camilla Ahlgren en Martin Asphaug. Er zijn van november 2015 tot november 2019 onder de naam Gåsmamman ("De ganzenmoeder") vier seizoenen uitgezonden. De Zweedse remake werd bovendien uitgezonden op de Finse zender MTV3, onder de naam Gåsmamman - Naarasleijona ("De ganzenmoeder - Leeuwin"). In Slowakije werd de serie voor TV JOJ bewerkt door Michaela Strnad en Nikoleta Gstach. Het eerste seizoen bestaande uit 19 afleveringen werd onder de naam Vdova ("Weduwe"), uitgezonden van 21 januari 2014 tot 27 mei 2014. De serie is ook aan Rusland verkocht. Een Indiase remake verscheen onder de titel Aarya in 2020.

## Spin-off: Doodstil
In december 2020 verscheen een vierdelige prequel onder de naam Doodstil. Hierin wordt het karakter Luther (Raymond Thiry) gevolgd in gebeurtenissen van voor de serie en na de gebeurtenissen in de film.